# Elizabeth LeStourgeon
 Flora Elizabeth LeStourgeon  (* 1. Juni 1880 in Farmville (Virginia), Vereinigte Staaten; † 6. Februar 1971 in Bridgetown, New Jersey) war eine US-amerikanische Mathematikerin und Hochschullehrerin.

## Leben und Werk
LeStourgeon war das dritte von sieben Kindern und laut ihrer Masterarbeit besuchte sie die Grundschule und weiterführende Schule in der Virginia State Normal School (offiziell die State Female Normal School in Farmville; jetzt Longwood University). 1897 machte sie ihren Abschluss und hatte bis 1906 verschiedene Lehrpositionen an einer öffentlichen Schule in Bridgeton (New Jersey), in Waynesboro (Virginia) und an der St. Katharine's School in Bolivar (Tennessee). Sie studierte mehrere Sommer an der University of Virginia, nachdem 1907 ein Sommerprogramm hauptsächlich für Lehrer an öffentlichen Schulen eingerichtet worden war. Dieses Programm erlaubte Frauen im Sommer an Kursen teilzunehmen, gewährte jedoch keine Kursgutschrift an die Teilnehmerinnen. Sie studierte dann 1908 am Georgetown College in Kentucky und erhielt dort nach einem Jahr ihren Bachelor-Abschluss. 1913 erhielt sie an der University of Chicago den Masterabschluss. Die folgenden zwei Jahre unterrichtete sie Mathematik am Beaver College in Pennsylvania, damals ein Frauencollege und der heutigen Arcadia University, bevor sie an die University of Chicago zurückkehrte, um ihre Promotion 1917 bei Gilbert Ames Bliss abzuschließen. Der Titel ihrer Dissertation lautete: Minima of Functions of Lines. Nach ihrer Promotion unterrichtete sie an der Liggett School für Mädchen in Detroit. Von 1918 bis 1919 war sie Dozentin am Mount Holyoke College und im folgenden Jahr Assistenzprofessorin am Carleton College.  Von 1920 bis 1926 war sie an der University of Kentucky Assistenzprofessorin, bis 1946 dann außerordentliche Professorin. Ihr jüngster Bruder Percy Earl LeStourgeon war als Assistent an der University of Kentucky stationiert und von 1929 bis 1935 Professor für Militärwissenschaft. Während ihres Studiums an der University of Kentucky hatte sie oft Kontakt mit ihm und diente als Offizierin des White Mathematics Club und des Pi Mu Epsilon Kapitels. Sie war Mitglied der Kentucky Academy of Science und um 1940 war sie in verschiedenen mathematischen Organisationen tätig. 1948 und 1950 war Delray Beach, Florida als ihre Adresse in der AMS-Mitgliederliste eingetragen. Bis 1952 lebte sie in Washington, D.C., verbrachte aber offenbar weiterhin den Winter in Florida.

## Mitgliedschaften
- Mathematical Association of America
- American Mathematical Society
- American Association for the Advancement of Science
- American Association of University Professors
- American Association of University Women
- Sigma Xi
- Pi Mu Epsilon

## Veröffentlichungen (Auswahl)
- 1920: Minima of functions of lines, Trans. Amer. Math. Soc. 21
- 1922: Infinite series in the theory of potential, Amer. Math. Monthly 29
- 1927: Some remarks on functional calculus, Amer. Math. Monthly 34
- 1930: Queen Dido’s problem, Amer. Math. Monthly 37